# Редфилд, Эдвард
Эдвард Редфилд (англ. Edward Willis Redfield; 1869—1965) — американский художник-импрессионист-пейзажист; член художественной колонии в Нью-Хопе, штат Пенсильвания. В первую очередь известен своими зимними пейзажами и весенними сценами, являющимися на сегодня одними из самых дорогих его картин.

## Биография
Родился 18 декабря 1869 года в городе Бриджвилл, штат Делавэр.
С раннего возраста проявил художественный талант. С 1887 по 1889 год учился живописи в Пенсильванской академии изящных искусств в Филадельфии, где его учителями были Thomas Anshutz, James Kelly и Thomas Hovenden. Здесь он познакомился с Робертом Генри, который стал впоследствии известным американским живописцем и преподавателем, с ним Редфилд дружил всю жизнь. Также в Академии он познакомился со скульпторами Charles Grafly и Alexander Sterling Calder.
Вместе с Робертом Генри Редфилд путешествовал по Франции, учился в Академии Жулиана и в школе изящных искусств фр. École des Beaux-Arts. В обеих учреждениях его учителем был Вильям Бугро, выдающийся французский живописец. Здесь Редфилд восхищался творчеством французских художников-импрессионистов Клода Моне и Камиля Писсарро, а также норвежского — Фрица Таулова. Во Франции он встретил Elise Deligant, дочь трактирщика, они поженились в 1893 году.
Редфилд с женой вернулся в США и они поселились в городе Centre Bridge, штат Пенсильвания, рядом Нью-Хоупом, в 1898 году. Его и художника William Langson Lathrop считают основателями колонии художников в Нью-Хоупе. Он и другие членов этой группы художников оказали огромное влияние на американскую пейзажную живопись. Несмотря на это, среди его работ были городские пейзажи, в частности Нью-Йоркские. Так полгода художник провел в 1909 году в Нью-Йорке в 1909 году, где создал серию работ с видом на город. У Редфилда была собственная студия в Point Pleasant, Пенсильвания, которая находилась недалеко от реки Делавэр, севернее его дома в Centre Bridge. В 1903 году всей семьёй (жена и пятеро детей) они проводили летний отдых в городке Boothbay Harbor, штат Мэн, благодаря щедрости доктора Samuel Woodward, который финансировал эти отпуска. В конце концов Редфилд приобрел дом в этом городе, куда к нему иногда приезжал на отдых Роберт Генри со своей женой.
В более поздние годы жизни Эдвард Редфилд стал недоволен своими ранними работами и после смерти жены в 1947 году — сжёг большое количество ранних и поврежденных картин, которые он посчитал не соответствующими художественным стандартам. Писать прекратил в 1953 году, по его заявлению, из-за ухудшения здоровья.
Умер 19 октября 1965 года в Сентер-Бридже, Пенсильвания. Похоронен на кладбище Solebury Friends Burying Grounds города Solebury. Сегодня его картины находятся во многих крупных музеях, включая Метрополитен-музей в Нью-Йорке и Смитсоновский музей американского искусства в Вашингтоне, округ Колумбия.

## Творчество
Считается ведущим художником XX века, получив больше наград, чем любой другой американский художник, за исключением Джона Сарджента. Его работы выставлялись по всей стране, и двадцать семь из них были представлены на Панамо-Тихоокеанской международной выставке в Сан-Франциско в 1915 году.

Некоторые работы
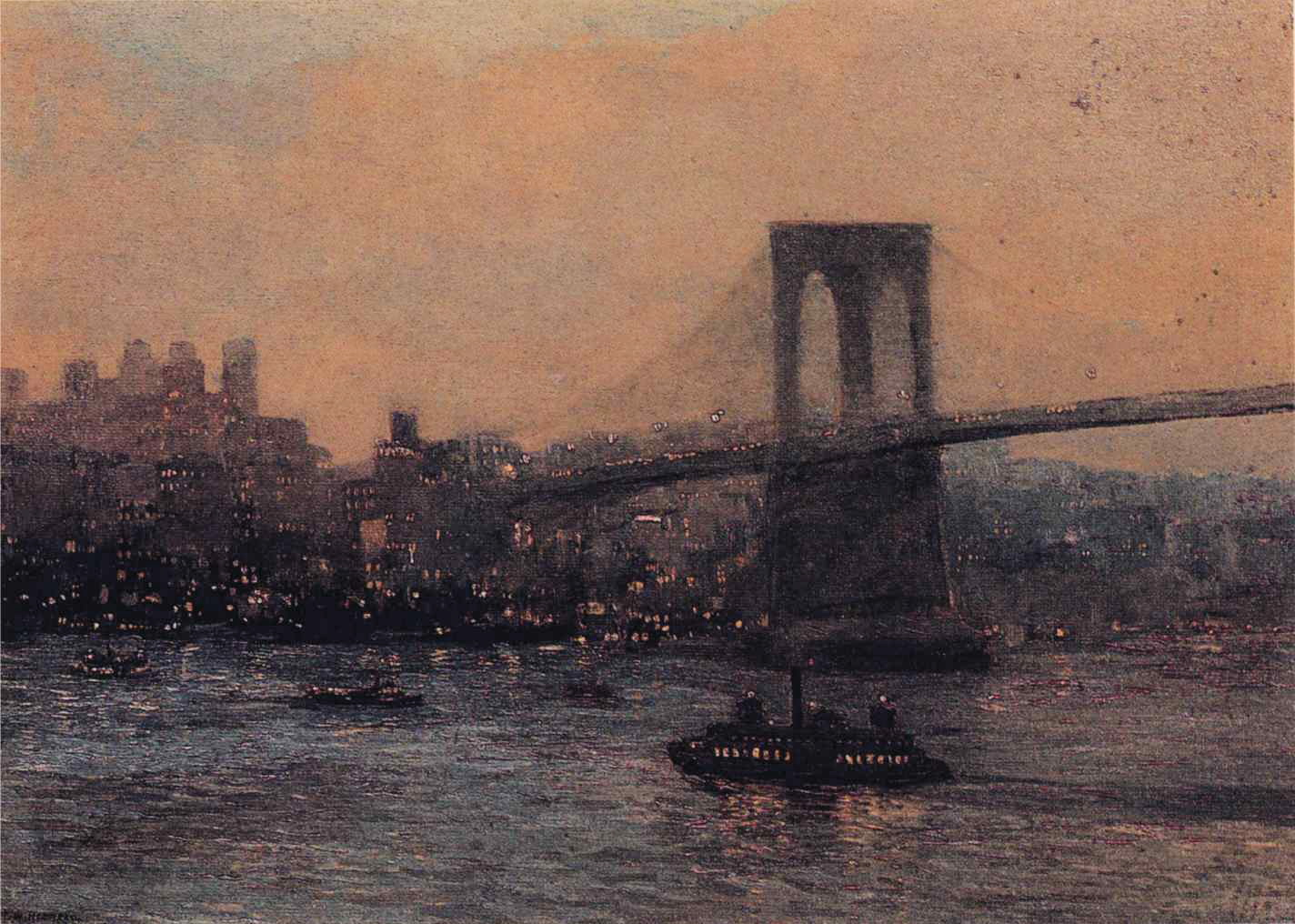
Brooklyn Bridge at Night
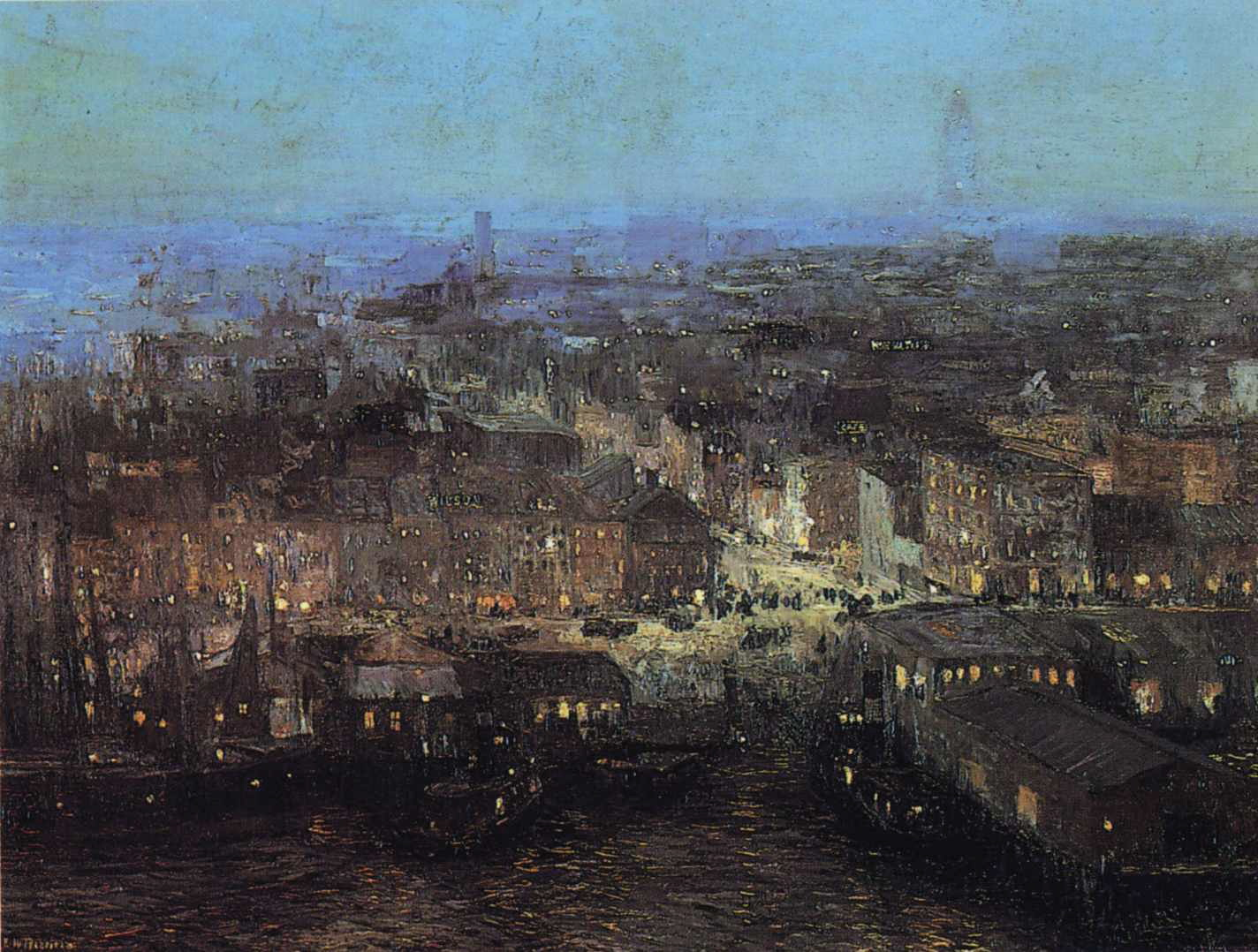
Lower New York